# Чарниляс (Поморське воєводство)
Чарниляс (пол. Czarnylas, нім. Schwarzwald) — село в Польщі, у гміні Скурч Староґардського повіту Поморського воєводства.
Населення — 459 осіб (2011).
У 1975-1998 роках село належало до Гданського воєводства.

## Демографія
Демографічна структура станом на 31 березня 2011 року:
|          | Загалом | Допрацездатний вік | Працездатний вік | Постпрацездатний вік |
| -------- | ------- | ------------------ | ---------------- | -------------------- |
| Чоловіки | 233     | 57                 | 156              | 20                   |
| Жінки    | 226     | 56                 | 129              | 41                   |
| Разом    | 459     | 113                | 285              | 61                   |